# PEN-Zentrum Deutsche Demokratische Republik
Das PEN-Zentrum der DDR war eine Schriftstellervereinigung in der Deutschen Demokratischen Republik. Es wurde 1951 nach der Abspaltung einer Gruppe westdeutscher Autoren vom ursprünglichen PEN-Zentrum Deutschland gegründet. Dieser Bruch war die Folge der politischen Spannungen zwischen Ost- und Westdeutschland im Zuge des Kalten Krieges. Das DDR-PEN-Zentrum wurde 1952 vom Internationalen PEN offiziell anerkannt, und 1953 benannte es sich in Deutsches PEN-Zentrum Ost und West um, bevor es 1967 schließlich den Namen PEN-Zentrum Deutsche Demokratische Republik (PEN-Zentrum DDR) annahm.

## Geschichte
Die Geschichte des PEN-Zentrums der DDR ist von ideologischen und politischen Spannungen geprägt, die die Literatur und die Rolle der Schriftsteller in der DDR maßgeblich beeinflussten. Trotz der staatlichen Einflussnahme entwickelte sich das Zentrum zu einem wichtigen Ort für den literarischen Austausch, auch wenn die Kontrolle durch die SED oft spürbar war. Der Zusammenschluss der deutschen PEN-Zentren im Jahr 1998 markiert das Ende der Trennung und einen Neuanfang für die deutsche Schriftstellervereinigung.

### Gründung
Das PEN-Zentrum Deutschland wurde 1948 in Göttingen neu gegründet, nachdem es seit seiner Gründung im Jahr 1925 als internationaler Schriftstellerverband in Deutschland eine bedeutende Rolle gespielt hatte. In Göttingen hatten sich zwanzig deutsche Autoren aus den vier Besatzungszonen und Berlin versammelt, um das PEN-Zentrum neu zu organisieren. Unter ihnen waren auch vier Remigranten aus der sowjetischen Besatzungszone: Johannes R. Becher, Ludwig Renn, Anna Seghers und Friedrich Wolf. Im November 1949 wurden 94 neue Mitglieder aufgenommen, von denen nur neun in der neugegründeten DDR lebten. Diese Mitglieder waren prominente Schriftsteller wie Ernst Bloch, Bertolt Brecht, Stephan Hermlin, Peter Hüchel, Alfred Kantorowicz, Hans Mayer, Rudolf Leonhard, Ehm Welk und Arnold Zweig. Bis zum Ende des Jahres 1949 wuchs das Zentrum auf 112 Mitglieder, wobei nur 13 in der DDR lebten.

### Die Spaltung und Gründung des PEN-Zentrums der DDR
Politische und ideologische Differenzen zwischen westdeutschen und ostdeutschen Schriftstellern führte 1951 zur Spaltung des PEN-Zentrums. Eine Gruppe westdeutscher Autoren trat aus dem deutschen PEN-Zentrum aus und gründete das Deutsche PEN-Zentrum in der Bundesrepublik. Im März 1952 wurden sowohl das westdeutsche als auch das ostdeutsche Zentrum vom Internationalen PEN offiziell anerkannt. Im darauffolgenden Jahr, 1953, wurde das ostdeutsche PEN-Zentrum in Deutsches PEN-Zentrum Ost und West umbenannt.
Die Trennung war Ausdruck politischer Differenzen zwischen Ost- und Westdeutschland, die sich auch im kulturellen Bereich widerspiegelten. Bereits im Jahr 1960 gab es Versuche, wieder eine gesamtdeutsche Zusammenarbeit zu initiieren. So lud das Ost-Zentrum die Mitglieder des West-PEN zu einer Generalversammlung nach Hamburg ein, um eine gemeinsame Tagung durchzuführen. Doch die Veranstaltung wurde vom Polizeisenator Wilhelm Kröger verhindert, was die Zusammenarbeit der beiden deutschen Zentren erschwerte.

### Der Einfluss der DDR-Staatspolitik
In der DDR unterlag das PEN-Zentrum zunehmend der Kontrolle und dem Einfluss der Staatspolitik. Ab den 1960er Jahren spielte die Kulturpolitik der SED eine zentrale Rolle im Ost-PEN. Besonders die enge Zusammenarbeit mit der Kulturabteilung des Zentralkomitees der SED wurde dokumentiert. Die Abteilung versuchte, die Mitglieder auf politische Linie zu bringen, und einige Mitglieder fungierten als inoffizielle Mitarbeiter der Stasi. Die interne Parteigruppe im PEN-Zentrum wurde regelmäßig aktiviert, um sicherzustellen, dass sich die Mitglieder in wichtigen Abstimmungen auf Parteilinie verhielten.
Auch der Schriftsteller und Liedermacher Wolf Biermann wurde 1965 in das PEN-Zentrum aufgenommen. Generell stellte die Mitgliedschaft im DDR-PEN einen gewissen Schutz dar, denn die SED-Instanzen wussten, dass sich im Verhaftungsfall eine internationale Organisation von weltweiter Reputation für die lokalen Zentren und deren Mitglieder einsetzen würde. Dennoch blieb der Einfluss der SED auf das Zentrum ein bedeutendes Thema, und die Kulturabteilung arbeitete daran, die literarischen Veranstaltungen des PEN stärker zu kontrollieren.

### Umbenennung und die Umgestaltung der 1980er Jahre
Im Jahr 1967 wurde das Deutsche PEN-Zentrum Ost und West offiziell in PEN-Zentrum Deutsche Demokratische Republik umbenannt, um sich stärker an der politischen Realität der DDR zu orientieren. 1970 wurde ein neues Statut verabschiedet, das unter anderem geheime Wahlen zu den Führungspositionen des Zentrums vorsah. In den folgenden Jahren, insbesondere während der 1970er und 1980er Jahre, wurde das PEN-Zentrum der DDR international stärker kritisiert, vor allem im Zusammenhang mit Menschenrechtsverletzungen der DDR.
Im Zuge der friedlichen Revolution 1989 kam es zu einer politischen Umgestaltung des Zentrums. Auf einer Mitgliederversammlung forderte das Zentrum die Freilassung von Václav Havel und wandte sich gegen die repressiven Maßnahmen der SED. Die Forderung nach einer „kritischen Selbstprüfung“ des Zentrums und seiner Mitglieder, die in der Zusammenarbeit mit der Staatssicherheit der DDR verwickelt waren, setzte sich durch. Einige prominente Mitglieder, darunter Klaus Höpcke, der frühere oberste Zensor der DDR, verließen das PEN-Zentrum.

### Zusammenschluss der deutschen PEN-Zentren
Die politische Wende und die Wiedervereinigung Deutschlands führten zu einer Annäherung der beiden deutschen PEN-Zentren. Im Jahr 1992 wurde auf einer Mitgliederversammlung des PEN-Zentrums (Ost) eine kritische Haltung gegenüber der Zusammenarbeit einiger Mitglieder mit der Staatssicherheit (Stasi) eingenommen. Einige Mitglieder wurden zur „kritischen Selbstprüfung“ aufgefordert. 1994 wurde schließlich ein Zusammenschluss der beiden deutschen Zentren diskutiert, wobei im Jahr 1998 die Vereinigung offiziell vollzogen wurde.
Die Mitgliederversammlung des PEN-Zentrums Ost stimmte im April 1998 mit überwältigender Mehrheit für den „Verschmelzungsantrag“. Im Mai desselben Jahres stimmte auch das PEN-Zentrum der Bundesrepublik Deutschland in München für die Vereinigung. Im Oktober 1998 fand die konstituierende Tagung des neuen gesamtdeutschen PEN-Clubs in Dresden statt. Christoph Hein wurde zum ersten Präsidenten und Johano Strasser zum ersten Generalsekretär gewählt.

## Einfluss des Staatsapparat der DDR
Die ideologischen Unterschiede zwischen Ost und West führten dazu, dass das PEN-Zentrum der DDR zunehmend unter den Einfluss der Kulturpolitik der SED geriet. Ab den 1960er Jahren kooperierte das Zentrum eng mit staatlichen Institutionen wie der Abteilung Kultur des Zentralkomitees der SED. Parteitreue Mitglieder wurden bei Abstimmungen und Wahlen unterstützt, und einige PEN-Mitglieder, darunter führende Persönlichkeiten wie Hermann Kamnitzer und Henryk Keisch, waren als inoffizielle Mitarbeiter des Ministeriums für Staatssicherheit (Stasi) tätig. Diese Verbindung wurde in Karl Corinos Werk über das PEN-Zentrum der DDR dokumentiert, in dem auch eine „Operative Arbeitsvereinbarung“ zwischen dem MfS und dem sowjetischen KGB beschrieben wird. Diese Vereinbarung zielte darauf ab, den Internationalen PEN-Club auszuspionieren und subversive Aktivitäten zu verhindern.
Im Laufe der Zeit geriet die Organisation immer stärker unter den Einfluss kulturpolitischer Funktionäre der SED und entfernte sich allmählich von den ethisch-moralischen Prinzipien, die in der Charta des Internationalen PEN verankert waren. Dieser Wandel war 1965 bereits weit fortgeschritten. Dennoch konnte die Wahl Wolf Biermanns zum Mitglied des Deutschen PEN-Zentrums Ost und West, und damit des Internationalen PEN, nicht verhindert werden – er wurde mit nur einer Stimme Mehrheit aufgenommen. In der Folge setzten Funktionäre der Abteilung Kultur des ZK der SED das PEN-Präsidium erheblich unter Druck, um Möglichkeiten zu finden, Biermanns Wahl rückgängig zu machen. Die Ausbürgerung des Liedermachers im November 1976 beendete schließlich den Kapmf um seine PEN-Mitgliedschaft. Dennoch blieb Biermann ein Thema für das PEN-Zentrum der DDR, da alle Erstunterzeichner der Protestresolution gegen seine Ausbürgerung, mit Ausnahme des Bildhauers Fritz Cremer, Mitglieder des PEN-Zentrums DDR waren.

„Wolf Biermann war und ist ein unbequemer Dichter – das hat er mit vielen Dichtern der Vergangenheit gemein. Unser sozialistischer Staat […] müßte im Gegensatz zu anachronistischen Gesellschaftsformen eine solche Unbequemlichkeit gelassen nachdenkend ertragen können. Wir identifizieren uns nicht mit jedem Wort und jeder Handlung Wolf Biermanns und distanzieren uns von den Versuchen, die Vorgänge um Biermann gegen die DDR zu mißbrauchen. Biermann selbst hat nie, auch nicht in Köln, Zweifel daran gelassen, für welchen der beiden deutschen Staaten er bei aller Kritik eintritt. Wir protestieren gegen seine Ausbürgerung und bitten darum, die beschlossenen Maßnahmen zu überdenken.“

## Literarische Debatten
Trotz dieser politischen Verflechtungen war das PEN-Zentrum der DDR in den 1970er Jahren Schauplatz literarischer Debatten und Clubabende, bei denen prominente Autoren wie Christa Wolf, Heiner Müller und Jurek Becker auftraten. Es herrschte eine gewisse Freiheit in der literarischen Diskussion, trotz fortwährender Versuche der Kontrolle durch die SED.
Das PEN-Zentrum der DDR stand zunehmend unter internationaler Kritik, besonders im Hinblick auf die Menschenrechtsverletzungen in der DDR. 1989, im Zuge der politischen Umbrüche und der friedlichen Revolution, trat Hermann Kamnitzer als Präsident des Zentrums zurück. Diese Phase markierte eine wesentliche Neuausrichtung des PEN-Zentrums, das sich 1991 in Deutsches PEN-Zentrum (Ost) umbenannte.

## Zeitleiste
- 1950/51: Erste Austritte westdeutscher Mitglieder aus dem PEN-Zentrum Deutschland aufgrund politischer Differenzen.
- 1951: Abspaltung einer Gruppe bundesdeutscher Autoren und Gründung einer eigenen Sektion des PEN-Zentrums.
- 1952: Offizielle Anerkennung der neuen westdeutschen Sektion durch den Internationalen PEN.
- 1953: Internationaler PEN-Kongress in Dublin: Einführung differenzierender Bezeichnungen für die deutschen PEN-Zentren.
- 1956: Erste Treffen zwischen den beiden deutschen PEN-Zentren (BRD und DDR).
- 1967: Umbenennung des PEN-Zentrums Ost und West in „PEN-Zentrum DDR“.
- 1968: Heinz Kamnitzer wird Präsident des PEN-Zentrums DDR nach dem Tod von Arnold Zweig.
- 1970er Jahre: Verschärfte staatliche Einflussnahme auf das PEN-Zentrum durch die DDR-Kulturabteilung.
- 1986: Heftige Kritik am PEN der DDR auf dem Internationalen PEN-Kongress in Hamburg.
- 1989: Offene Diskussion über die kulturpolitische Situation in der DDR bei der Generalversammlung des PEN.
- 1990: Beginn der Diskussionen um die Vergangenheit des PEN-Zentrums DDR und seine Rolle in der DDR.
- 1998: Zusammenschluss der beiden deutschen PEN-Zentren.